# American Stars 'n Bars
| Recensione     | Giudizio |
| -------------- | -------- |
| AllMusic       |          |
| Pitchfork      |          |
| Piero Scaruffi |          |

American Stars 'n Bars è un album discografico del musicista canadese Neil Young, pubblicato nel 1977 (n. cat. Reprise W 54088) dall'etichetta Reprise Records.
Fino al 2003, per volere di Young, l'album non era mai stato ristampato in formato compact disc per problemi di resa acustica su supporto digitale.

## Il disco
L'atmosfera è quella di un saloon del vecchio west, con i suoi personaggi sconfitti e velati di malinconia; il solare Zuma sembra già un ricordo lontano. La maggior parte dei brani è folk rock (alcuni cantati in duetto) con venature country, tranne la visionaria ballata Will To Love che ricorda alcune parti di On the Beach. Star of Bethlehem, impreziosita dall'accompagnamento vocale di Emmylou Harris, deriva dalle session di Homegrown del dicembre 1974, un album rimasto inedito, di cui altre canzoni confluiranno poi su Hawks & Doves. La canzone più importante è comunque Like a Hurricane con il suo celeberrimo assolo di chitarra, che diventerà un classico da concerto.

Si tratta di un album particolare nella discografia di Young, in quanto è nettamente diviso in due parti. La prima facciata del disco è costituita da brani country dal tono scanzonato e goliardico, quasi grossolani nelle tematiche e negli arrangiamenti; nel secondo lato, viceversa, emerge l'anima rock più oscura del cantautore. È lo stesso artista a spiegare la genesi della curiosa duplicità dell'opera: 
(Neil Young, 1978)

### Origine e storia
A fine 1976 inizio 1977, Neil Young si trova in un periodo particolarmente "stonato" della sua vita a causa del frequente abuso di droghe e alcol. Il culmine di questo stato di forma si palesa il 25 novembre del 1976 nel corso dell'esibizione di addio alle scene del gruppo The Band immortalata sull'album live The Last Waltz al quale Young partecipa esibendosi in forma precaria di salute.
Deciso a rimettersi in sesto, Young inizia a lavorare a un album intitolato Chrome Dreams che avrebbe dovuto raccogliere diversi brani provenienti dalla grande quantità di materiale registrato insieme ai Crazy Horse nel novembre 1975 e '76: Homegrown, Sedan Delivery, Like a Hurricane, Lookout for My Love, Lotta Love, e Too Far Gone.
A queste si aggiungono nell'estate '76 anche: Will to Love, Pocahontas, Hold Back the Tears, Captain Kennedy, Ride My Llama, Campaigner, Stringman, Powderfinger, e Like an Inca; tutte tracce registrate da Young in completa solitudine all'Indigo Ranch Studios di Malibù suonando tutti gli strumenti e sovraincidendo le varie parti strumentali. A questo punto, il musicista cambia il titolo del progettato album e sceglie Young Dreams & Indians, ritenuto più appropriato date le tematiche dei brani incisi finora.

### Registrazione
Neil Young però non si decide a portare avanti il progetto, e nella primavera del 1977 inizia improvvisamente a comporre una gran quantità di canzoni country, e per cantarle poi in duetto, interpella anche Linda Ronstadt (che a sua volta consiglia anche l'impiego di Nicolette Larson). Il 4 aprile '77, Young con i Crazy Horse impreziositi dalla presenza di Ben Keith, della violinista Carole Mayedo, e delle coriste Ronstadt & Larson (duo soprannominato per l'occasione "The Saddle-Bags"); incide in un solo pomeriggio tutti i brani che andranno a costituire il famigerato primo lato "country" dell'album: The Old Country Waltz, Saddle Up the Palomino, Hey Babe, Hold Back the Tears, e la rockeggiante Bite the Bullet. Incisi questi pezzi, Young cambia definitivamente il titolo del nuovo disco in American Stars n' Bars ("Stelle e bar americani"), gioco di parole sul doppio senso in inglese del termine "stars and bars" stelle e strisce della bandiera americana.
Successivamente, per il secondo lato del disco, Young assembla in maniera apparentemente casuale varie tracce prese dai brani dell'abortito Chrome Dreams. Fra questi spiccano Like a Hurricane, brano scritto nel '75 e già presentato dal vivo con i Crazy Horse durante il tour del 1976, una travolgente cavalcata rock che narra il resoconto emotivo di un'infatuazione dell'autore per una ragazza incontrata in un bar affollato e fumoso che travolge "come un uragano" il protagonista della canzone; e la sognante ballata Will to Love dall'impianto free-form registrata da Young a casa sua davanti al camino acceso scoppiettante e poi perfezionata in studio. In Like a Hurricane, oltre ad uno dei riff di chitarra più noti di sempre, il tappeto sonoro fornito dal sintetizzatore stringman (suonato da Frank Sampedro) che simula grossolanamente una sezione d'archi fornisce un sibilo minaccioso simile all'arrivo di un uragano.

### Copertina
La copertina dell'album, opera del fotografo Dean Stockwell, mostra, inquadrato dal basso, il viso di Neil Young spiaccicato sul pavimento di un bordello di quart'ordine in evidente stato di ebbrezza.

### Pubblicazione ed accoglienza
Alla sua prima pubblicazione nel giugno 1977, l'album venne accolto da recensioni miste. Il disco raggiunse la posizione numero 21 della classifica statunitense di Billboard 200, (conquistando il disco d'oro), ma pubblico e critica furono concordi nell'attaccare i pezzi "country" ed incensare la seconda facciata maggiormente "rock". L'opera venne comunque ritenuta troppo squilibrata e non del tutto riuscita. Forse anche per questa ragione, Neil Young aspettò fino al 2003 a dare l'autorizzazione per la ristampa in formato CD dell'album. Tuttavia, con il passare degli anni l'opera è stata parzialmente rivalutata grazie alla presenza di un brano cardine nel repertorio di Neil Young come la già citata Like a Hurricane, vero e proprio capolavoro dell'artista.

## Tracce
- Tutti i brani sono opera di Neil Young, eccetto dove indicato.

Lato 1
1. The Old Country Waltz – 2:58
2. Saddle Up the Palomino – 3:00 (Young, Drummond, Charles)
3. Hey Babe – 3:35
4. Hold Back the Tears – 4:18
5. Bite the Bullet – 3:30

Lato 2
1. Star of Bethlehem – 2:42
2. Will to Love – 7:11
3. Like a Hurricane – 8:20
4. Homegrown – 2:20

## Formazione
- Billy Talbot: basso
- Ralph Molina: batteria
- Frank Sampedro: chitarra, sintetizzatore
- con l'aggiunta di
- Linda Ronstadt: voce, cori
- Nicolette Larson: voce, cori
- Carole Mayedo: violino
- Ben Keith: chitarra, dobro, voce
- Neil Young: chitarra acustica, armonica, voce
- Emmylou Harris: voce, cori
- Tim Drummond: basso
- Karl T. Himmel:  batteria